# Лайель, Чарлз
Сэр (1848), баронет (1864) Ча́рлз Ла́йель, Лайелл, Ляйэлль (англ. Charles Lyell; 14 ноября 1797[…], Ангус — 22 февраля 1875[…], Лондон) — британский геолог и естествоиспытатель, один из основоположников современной геологической науки, автор учения о медленном и непрерывном измененении земной поверхности под влиянием постоянных геологических факторов — так называемого актуализма. Член Лондонского королевского общества (с 1826), член (с 1819) и президент (в 1835—1837 и 1849—1851) Лондонского геологического общества.

## Биография
Происходил из богатой семьи, состояние которой было обеспечено его дедом. Тот, поступив в королевский флот матросом, сумел стать казначеем на крупных кораблях. В 1778 году, во время войны за независимость США, он был секретарём командующего Британского флота Джона Байрона и казначеем флагманского корабля HMS Princess Royal. Должность позволила ему после выхода в отставку приобрести 5000 акров земли в Шотландии, включая дом Киннорди и замок Инверкварити близ Кирремьюра.
Шотландские владения унаследовал отец Чарлза. Женился он на Фрэнсис Смит.
Чарлз стал их первенцем, родившимся в семейном поместье Киннорди в округе Форфершир (ныне округ называется Ангус). Через год семья переехала в свой дом на юге Англии, в Хэмпшире. На четвёртом году Чарлз выучился читать, а на восьмом поступил в школу. Проводя лето в деревне, он пристрастился к собиранию насекомых, определяя их по случайно попавшему в его руки атласу, что способствовало развитию в нём привычки наблюдать и классифицировать. В 1816 году девятнадцатилетний Чарлз случайно обнаружил в отцовской библиотеке «Введение в геологию» Р. Бейквелла — эта книга впоследствии стала настольной для Лайеля.
Поступив в Оксфордский университет, изучал классику, но не оставлял занятий естественными науками. На лекциях Уильяма Бёкланда он подробнее познакомился с геологией и сошёлся со многими выдающимися натуралистами. Поездка в 1818 г. по Франции, Италии и Швейцарии, во время которой он прилежно знакомился с коллекциями в музеях и наблюдал такие грандиозные явления природы, как ледники и вулканы, значительно расширила его научный кругозор. Тем не менее, получив в 1819 г. степень бакалавра, он переехал в Лондон, где занялся юридическими науками. Ещё несколько лет Лайель не оставлял юридической деятельности, при этом совершая ежегодные геологические экскурсии по Англии и Шотландии и исследовательские поездки за границу.
В 1825 г. появились его первые печатные труды, посвящённые описанию новейших геологических образований некоторых местностей Англии и Шотландии. Лайель обращает внимание на печальное состояние геологии — из гипотезы катастроф Кювье вытекало заключение, что изучение современных геологических движений не может оказать никакой помощи для восстановления истории Земли, и для объяснения наблюдавшихся фактов приходилось прибегать к совершенно произвольным и фантастическим предположениям. Прилежно занимаясь изучением новейших и современных геологических отложений, Лайель скоро пришёл к заключению, что взгляд Кювье на различие между размерами геологической деятельности в минувшие эпохи и в современную не соответствует действительности.

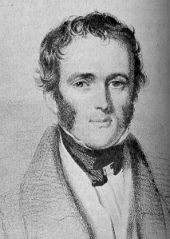
Ч. Лайель в молодости.

Молодой малоизвестный ученый, в глазах большинства — дилетант, не устрашился вступить в борьбу с величайшими авторитетами своего времени. Только после нескольких лет упорной работы, в 1830—1833 гг., появился (выпусками) классический труд Лайеля «Основные начала геологии» («Principles of Geology»), составивший эру в науке. В этом сочинении он при помощи громадной эрудиции, точного изложения фактов и гениально-остроумного объяснения их бесповоротно доказал, что «с древнейших времен до наших дней не действовали никакие другие причины, кроме тех, которые ныне действуют, что действие их всегда проявлялось с той же энергией, которую они проявляют ныне» и что, следовательно, изучение современных явлений может дать надёжный ключ к разбору более древних геологических памятников.
Приложение Лайелем нового метода к изучению и классификации третичных отложений дало такие блестящие результаты, что громадное научное значение метода было поставлено вне сомнений. Сначала смелые идеи Лайеля возбудили ожесточённые нападки со стороны наиболее авторитетных представителей старых воззрений, но уже в 1840-х гг. в Англии, а к началу 1860-х гг. во всём учёном мире старые геологические теории отошли в область истории. В 1-м издании «Основ» был заложен прочный фундамент новой геологии, но оставалось ещё сделать очень многое, и вся научная деятельность Лайеля, закончившаяся лишь с его смертью, была посвящена изложению истории Земли на новых началах.
Окруженный почётом, признанный главой геологов своего отечества, Лайель всю жизнь остаётся частным человеком, уклоняется от всякой официальной должности, с большой неохотой и на короткое время принимает звание президента Лондонского геологического общества, не желая отнимать времени у своих научных занятий. Почти треть своей жизни Лайель провёл в поездках по Европе и Северной Америке вместе со своей женой Мэри, прерывая экскурсии лишь для обработки собранного материала. За время своей научной деятельности он напечатал свыше шестидесяти научных статей и заметок, осветивших многие частности геологии, в том числе четыре объёмистых тома путешествий по Северной Америке.
В 1860-е гг. здоровье учёного начало заметно слабеть, но экскурсии и путешествия продолжались своим чередом. В 1873 г. умерла его жена, в течение 40 лет неизменная помощница в его научных трудах; потрясённый её смертью полуслепой учёный искал успокоения в занятиях любимой наукой. Семидесяти семи лет, за несколько месяцев до смерти, он предпринял поездку для изучения древних и новых изверженных пород своей родины, Форфершира. В последнем письме, написанном незадолго до смерти, обсуждая эту поездку, Лайель ещё раз указывает на тождество древних и новых вулканических образований, подтверждающее взгляды, разработке которых он отдал свою жизнь. Вскоре он умер и был торжественно погребён в Вестминстерском аббатстве рядом со своим другом, знаменитым астрономом Джоном Гершелем.

## Труды и взгляды

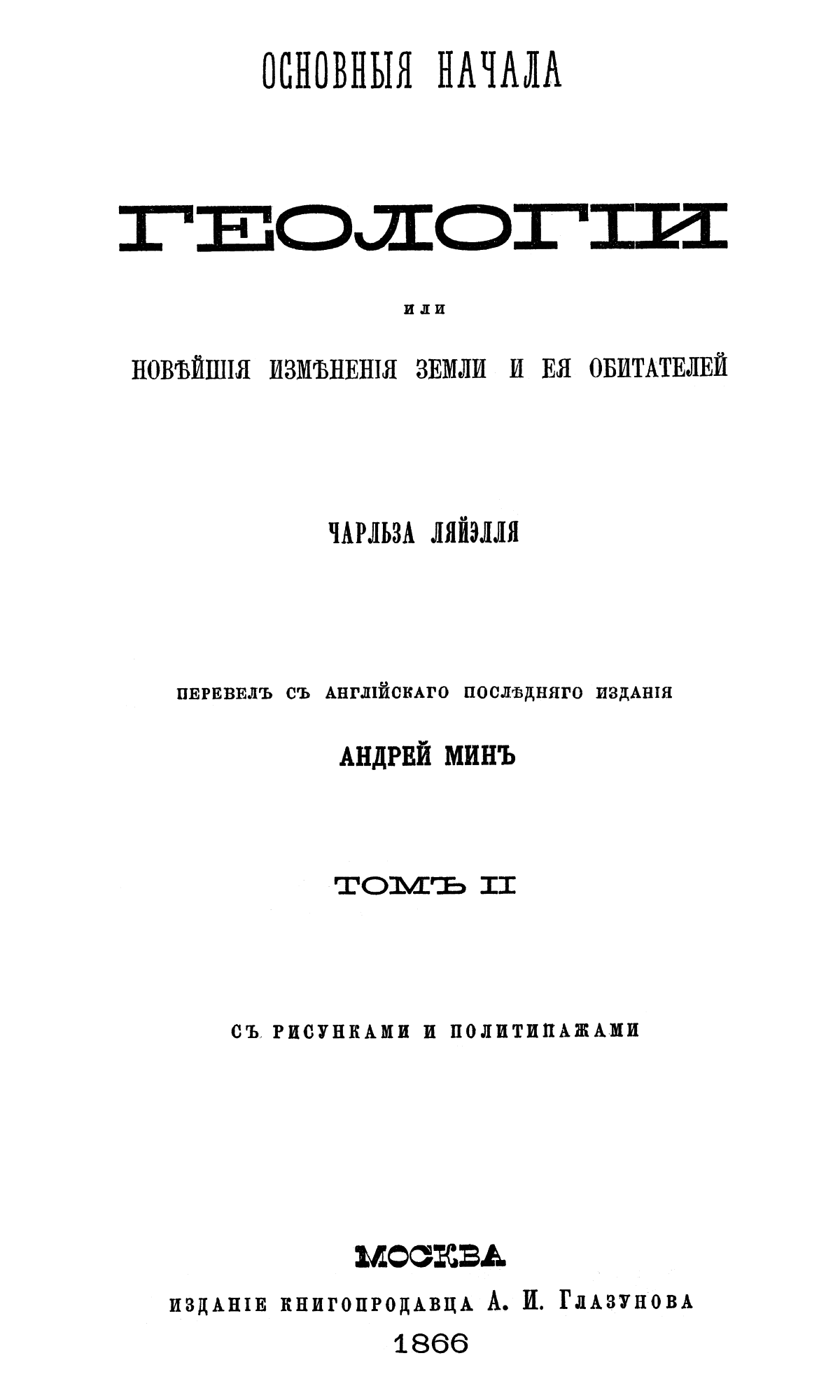
Основные начала геологии или новейшие изменения земли и её обитателей, 1866

Крупнейшим результатом научной деятельности Лайеля остаются «Основные начала геологии» (Полное название книги в дословном переводе (по А. И. Равикович): «Принципы геологии, являющиеся попыткой объяснить прошлые изменения поверхности Земли путём соотношения с причинами, ныне действующими») в трёх томах (1830—1833). В Англии эти книги при жизни автора выходили 11 раз и постоянно дополнялись, 12-е издание было посмертным. На русский язык было переведено 9-е (додарвиновское) издание, которое вышло в 1866 г.
В 1836 году они были разделены на две отдельные книги: «Элементы геологии — история земной коры» и «Основные начала геологии — деятельность современных геологических агентов» (динамическая геология). Первая работа выдержала 6 изданий до 1865 г. (6-е издание два раза переводилось на русский язык под названием «Руководство к геологии» (1866, 1878)), а вторая — 11 изданий, из которых каждое представляет основательную переработку предшествовавшего на основании новых наблюдений, причём важнейшие из этих наблюдений проверялись лично Лайелем. В этих книгах нашли отражение две излюбленные теории Лайеля — актуализм и униформизм (принцип однообразия природных сил во времени)
В своём труде «Основы геологии» Лайель разработал учение о медленном и непрерывном изменении земной поверхности под влиянием постоянных геологических факторов. Он перенёс нормативные принципы биологии в геологию, построив здесь теоретическую концепцию, которая впоследствии оказала влияние на биологию. Иначе говоря, принципы высшей формы он перенёс (редуцировал) на познание низших форм. Однако Земля для Лайеля не развивается в определённом направлении, она просто изменяется случайным, бессвязным образом. Причём изменение — это у него лишь постепенные количественные изменения, без скачка, без перерывов постепенности, без качественных изменений.
До какой степени чутко следил Лайель за новыми явлениями в науке, показывает отношение его к дарвинизму и к вопросу о доисторическом человеке. Признавая большое значение взглядов Дарвина, Лайель вместе с Гукером убедил его опубликовать знаменитую работу — «Происхождение видов». Признав основательность его доводов, несмотря на свои 60 лет, Лайель всецело, хотя не без сомнений и колебаний, примкнул к учению Дарвина, отказавшись от многих воззрений, которыми руководствовался в течение всей своей научной деятельности.
Лайелю было уже за 60, когда он познакомился с открытыми Буше де Пертом в долине Соммы остатками «допотопного» человека (позднее его назовут неандертальцем). Несмотря на то, что эти открытия были встречены всеобщим недоверием, Лайель, убедившись на месте в их достоверности, не только поддержал Буше де Перта своим авторитетом, но, заинтересовавшись вообще вопросом о древнем человеке, объехал все интересные в этом отношении местности Западной Европы. В результате появилась последняя крупная работа Лайеля, «Древность человека», представляющая свод всех накопившихся отрывочных данных о доисторическом человеке, блестяще освещённых и заново проверенных. Работа Лайеля привлекла внимание учёных и дала стимул к дальнейшим исследованиям в этом направлении, благодаря которым возникла впоследствии новая отрасль науки — доисторическая археология.

## Память о Лайеле
- Через год после смерти учёного Геологическое общество Лондона учредило в его честь медаль Лайеля.
- Иоганн Фридрих Юлиус Шмидт присвоил имя Лайеля кратеру на видимой стороне Луны[7].

## Труды в русском переводе
- Лайель Ч. Основания геологии или перемены, происходившие некогда с землею и с её обитателями / Пер. с 5-го изд.: В 2 т. — М.: тип. Э. Барфкнехта и Ко, 1859: Т. 1. — [1] 96 с.; Т. 2. — [2], 96-177 с.
- Лайель Ч. Геологические доказательства древности человека, с некоторыми замечаниями о теориях происхождения видов / Пер. с 3-го англ. изд. В. О. Ковалевский. — СПб.: тип. О. Н. Бакста, 1864. — XII, 512 с.
- Лайель Ч. Основные начала геологии или новейшие изменения земли и её обитателей / Пер. с англ. А. Мин: В 2 т. — М.: изд. А. Глазунова, 1866. Т. 2. — 462 с.
- Лайель Ч. Руководство к геологии, или Древние изменения земли и её обитателей, по свидетельству геологических памятников / Пер. Н. А. Головкинского. С 6-го англ. изд., 1865 г., знач. доп.: В 2 т.: Т. 1. 1-я половина. — СПб.: тип. Н. Тиблена и Ко (Н. Неклюдова), 1866. — [4], II, 496, VI c.; Т. 2. — СПб.: тип. и лит. А. Е. Ландау, 1878. — [4], IV, 281 с.
- Лайель Ч. Руководство к геологии Т. 1 (Древние изменения земли и её обитателей, по свидетельству геологических памятников) / Пер. Н. А. Головкинского, 1867.
- Лайель Ч. Руководство к геологии. Т. 2 / Пер. с 6-го изд. Под ред. В. О. Ковалевского. — СПб.: тип. и лит. А. Е. Ландау, 1878. — [4], IV, 563 c.